# Ernest Millington
Ernest Rogers Millington DFC (* 15. Februar 1916 in Ilford; † 9. Mai 2009) war ein britischer Politiker.
Im April 1945 wurde der ehemalige Royal Air Force Pilot Millington in einer Nachwahl in das House of Commons gewählt und gehörte ihm von 1945 bis 1950 an. Die Nachwahl war nötig geworden, da der vormalige Abgeordnete John MacNamara im Dezember 1944 in Italien abgeschossen worden war. Vom April bis Juli 1945 war Millington der jüngste Abgeordnete des Unterhauses. Ursprünglich für die Common Wealth Party gewählt, wechselte er 1946 in die Labour Party. 1950 verlor er seinen Sitz an Hubert Aston, den Kandidaten der Conservative Party. 1954 trat er wieder der Royal Air Force bei, verließ sie jedoch schon wieder nach vier Jahren. Danach wurde Millington als Lehrer tätig.
1979 starb seine erste Frau Gwen, mit der er von 1937 bis 1974 verheiratet war. In den frühen 1980ern setzte er sich zur Ruhe und zog mit seiner zweiten Frau in das französische Département Dordogne. Aus seiner ersten Ehe gingen vier Töchter hervor.
2006 veröffentlichte er seine Autobiografie Was That Really Me?.